# Cibao Fútbol Club
El Cibao Fútbol Club és un club dominicà de futbol de la ciutat de Santiago de los Caballeros.

## Palmarès
- Liga Dominicana de Fútbol: [1]
  - 2018, 2021, 2022, 2023, 2024

- Copa dominicana de futbol: [2]
  - 2015, 2016

- Campionat de clubs de la CFU:
  - 2017

- Copa Dominico-Haitiana:
  - 2016